# Ири (Чад)
Ири (фр. Iri) — деревня в Чаде, расположенная на территории региона Восточный Логон.

## Географическое положение
Деревня находится в южной части Чада, к западу от реки Пенде, на высоте 508 метров над уровнем моря.
Населённый пункт расположен на расстоянии приблизительно 461 километра к юго-востоку от столицы страны Нджамены.

## Климат
Климат деревни характеризуется как тропический, с сухой зимой и дождливым летом (Aw в классификации климатов Кёппена). Среднегодовая температура воздуха составляет 26,8 °C. Средняя температура самого холодного месяца (января) составляет 25 °С, самого жаркого месяца (апреля) — 30,1 °С. Расчётная многолетняя норма осадков — 1166 мм. В течение года количество осадков распределено неравномерно, основная их масса выпадает в период с апреля по октябрь. Наибольшее количество осадков выпадает в августе (292 мм).

## Транспорт
Ближайший аэропорт расположен в 18 км к западу, вблизи деревни Бегелькар.